# Jonathan Ross (Moderator)

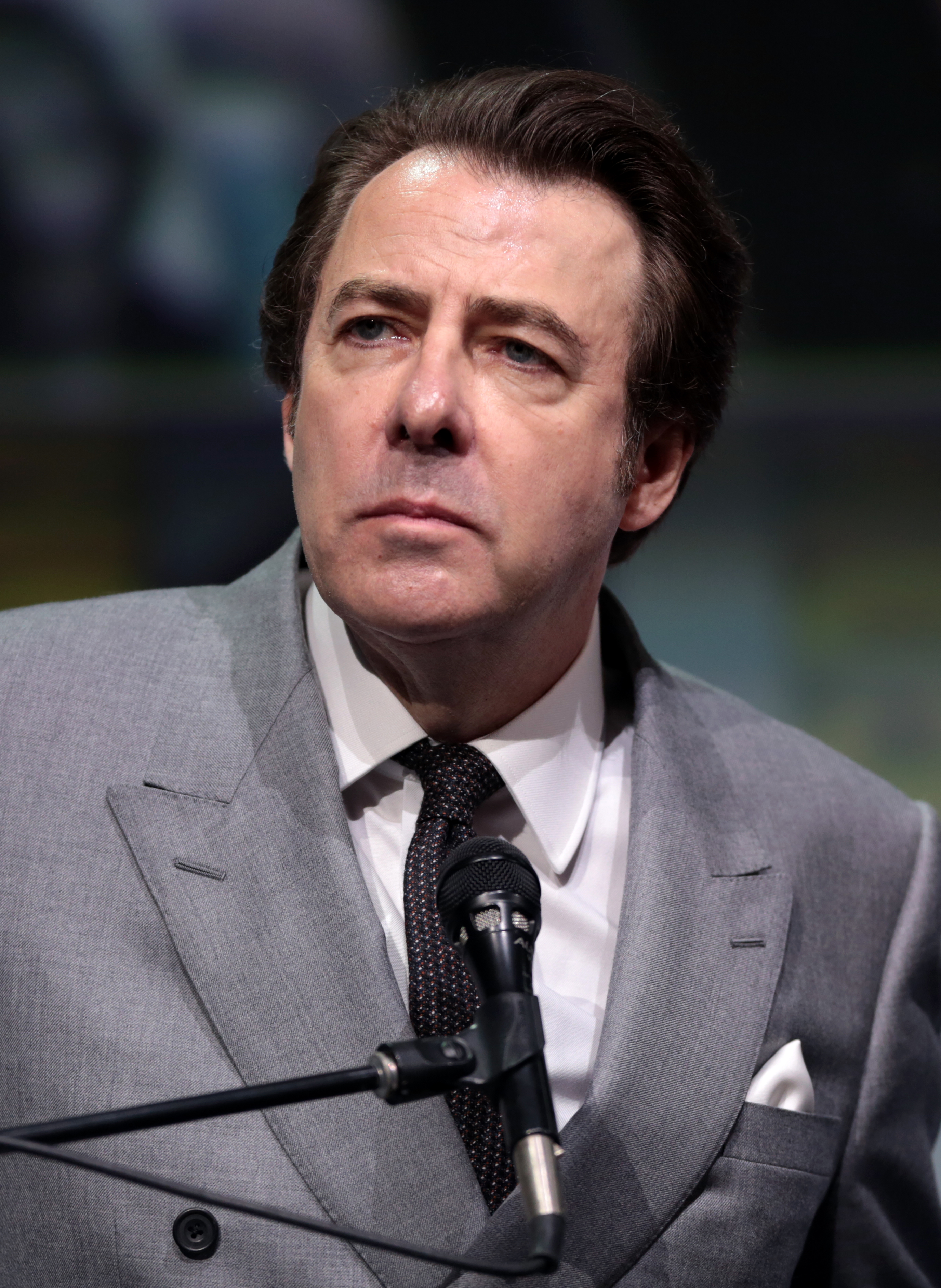
Jonathan Ross (2017)

Jonathan Ross (* 17. November 1960 in London) ist ein britischer Moderator und Filmkritiker. Sein Spitzname Wossy basiert auf seinem Nachnamen und seinem Sprachfehler.

## Karriere
Ross, der im Londoner Stadtteil Leytonstone aufwuchs, war als Kind in Werbefilmen u. a. für Persil und Kellogg's zu sehen. Nach seinem Schulabschluss studierte er an der University of London Geschichte. Ab 1981 arbeitete Ross im erweiterten Stab von Fernsehshows des Senders Channel 4. Ab 1987 war er Moderator der Late-Night-Show The Last Resort with Jonathan Ross, die mit mehr als vier Millionen Zuschauern ein Erfolg wurde. In den folgenden Jahren wirkte er an zahlreichen Programmen mit, unter anderem war er seit 1988 mehrmals Moderator des Red Nose Days der Organisation Comic Relief, für die er sich engagiert; ab 1991 war er außerdem Gastgeber der British Comedy Awards.
1999 übernahm er eine Filmreviewshow im Fernsehprogramm der BBC. Außerdem bekam er eine Sendung bei BBC Radio 2. Seit 2001 moderiert er die Talkshow Friday Night with Jonathan Ross auf BBC One, für die er mit mehreren BAFTA Awards ausgezeichnet wurde. 2005 wurde er auf Grund des Ergebnisses einer Expertenumfrage des Magazins Radio Times als most powerful person in radio (dt. „mächtigste Radiopersönlichkeit“) bezeichnet. Im selben Jahr erhielt er den Rang eines OBEs.
Seit 2007 moderiert Ross alljährlich im Februar die Verleihung der British Academy Film Awards, Großbritanniens bedeutendsten Filmpreis.
Im Oktober 2008 erregte der für seinen anzüglichen Humor und seine mitunter vulgäre Sprache bekannte Ross öffentliche Empörung, nachdem er bei zusammen mit Russell Brand durchgeführten Telefonstreichen für eine Radio-Show dem Schauspieler Andrew Sachs unter anderem auf krude Art mitgeteilt hatte, dass Brand Sex mit dessen Enkelin gehabt habe. Die folgende zwölfwöchige Suspendierung hatte für Ross, der zu diesem Zeitpunkt der bestbezahlte Angestellte der BBC war, Einnahmeeinbußen von rund 1,5 Millionen Pfund zur Folge.
Am 7. Januar 2010 bestätigte Ross, dass er die BBC im Juli 2010 verlassen und damit auch seine regulären BBC-Formate aufgeben würde, mit Ausnahme einiger Sondersendungen von Comic Relief und der Moderation der BAFTA Awards. Obwohl Ross einräumte, dass es für ihn eine „wundervolle Zeit war für die BBC zu arbeiten“, so entschied er sich dennoch „den aktuellen Vertrag nicht zu verlängern, wenn dieser ausläuft“; seine Entscheidung war laut eigenen Angaben „nicht finanziell motiviert“. Die Ankündigung folgte einen Tag nachdem öffentlich bekannt wurde, dass Graham Norton einen Zweijahresvertrag mit der BBC unterschrieben hatte.
Am 19. Dezember 2010 präsentierte Ross auf Channel 4 die dreistündige Fernseh-Unterhaltungsshow 100 Greatest Toys (Die 100 großartigsten Spielzeuge) und im Jahr 2011 moderierte er Penn & Teller: Fool Us auf ITV – in Zusammenarbeit mit den Magiern Penn & Teller. Am 3. September desselben Jahres startete seine neue Talkshow The Jonathan Ross Show auf ITV1 mit insgesamt 4,3 Millionen Zuschauern, im Vergleich zu 4,6 Millionen Zuschauern beim Finale seiner Show auf BBC. Die erste Staffel hatte eine Dauer von 13 Wochen.
Am 20. Oktober 2014 gab ITV bekannt, dass Ross einen neuen Vertrag mit dem Sender geschlossen hätte, der vorsieht, dass Ross zwei weitere Staffeln seiner Talkshow sowie eine Weihnachts-Sondersendung im Jahr 2015 präsentiert. Zudem fungiert Ross seit 2020 als Juror in der ITV-Sendung The Masked Singer.
Im Jahr 2015 wurde Ross’ Interview mit Amy Winehouse aus dem Jahr 2004 in Asif Kapadias hochgelobtem Dokumentarfilm über die verstorbene Sängerin mit dem Titel „Amy“ gezeigt.
Im Dezember 2017 präsentierte Ross „Guess the Star“, ein einmaliges Special für ITV.
Im September 2020 begann Ross, seine eigene 30-minütige wöchentliche ITV-Show namens Jonathan Ross’ Comedy Club zu moderieren.
Am 4. März 2021 gab ITV bekannt, dass Ross im Promi-Panel einer brandneuen Spin-off-Show von The Masked Singer UK, The Masked Dancer, sitzen würde, die im Frühjahr 2021 ausgestrahlt wurde.
Ross hatte seinen ersten Auftritt bei Celebrity Gogglebox am 2. Juli 2021 und wurde von seinem Sohn Harvey, seiner Tochter Honey und ihrem Freund begleitet.
Im März 2023 ersetzte Ross Andrew Collins als Moderator der wöchentlichen Radiosendung Saturday Night at the Movies auf Classic FM.

## Kontroversen

### BBC-Vertrag
Im April 2006 sickerten Einzelheiten zu seinen Honoraren und denen anderer BBC-Persönlichkeiten an die Boulevardpresse durch. Ein damals noch nicht identifizierter Maulwurf der BBC behauptete, Ross verdiene als Moderator seiner Radio-2-Sendung 530.000 Pfund pro Jahr (das entspricht 10.000 Pfund pro Sendung). Während er sich im Einklang mit der BBC-Richtlinie zu diesem Thema weigerte, sich konkret zu dem Leck zu äußern, deutete Ross während seiner Radiosendung an, dass die Summe übertrieben sei; außerdem würde jede als „seine“ bezeichnete Bezahlung tatsächlich zwischen ihm und seinem Produzenten/Co-Moderator der Sendung, Andy Davies, aufgeteilt werden.

### David-Cameron-Interview
Im Juni 2006, als der Vorsitzende der Konservativen Partei, David Cameron, in der Sendung „Friday Night with Jonathan Ross“ auftrat, begann Ross eine Reihe von Fragen zur konservativen Ex-Premierministerin Margaret Thatcher, die in der Frage gipfelten: „Haben Sie beim Gedanken an Margaret Thatcher gewichst oder nicht?“ Ross wurde von der BBC öffentlich in Schutz genommen, wiederholte Ausstrahlungen des Interviews wurden jedoch verboten.

## Familie

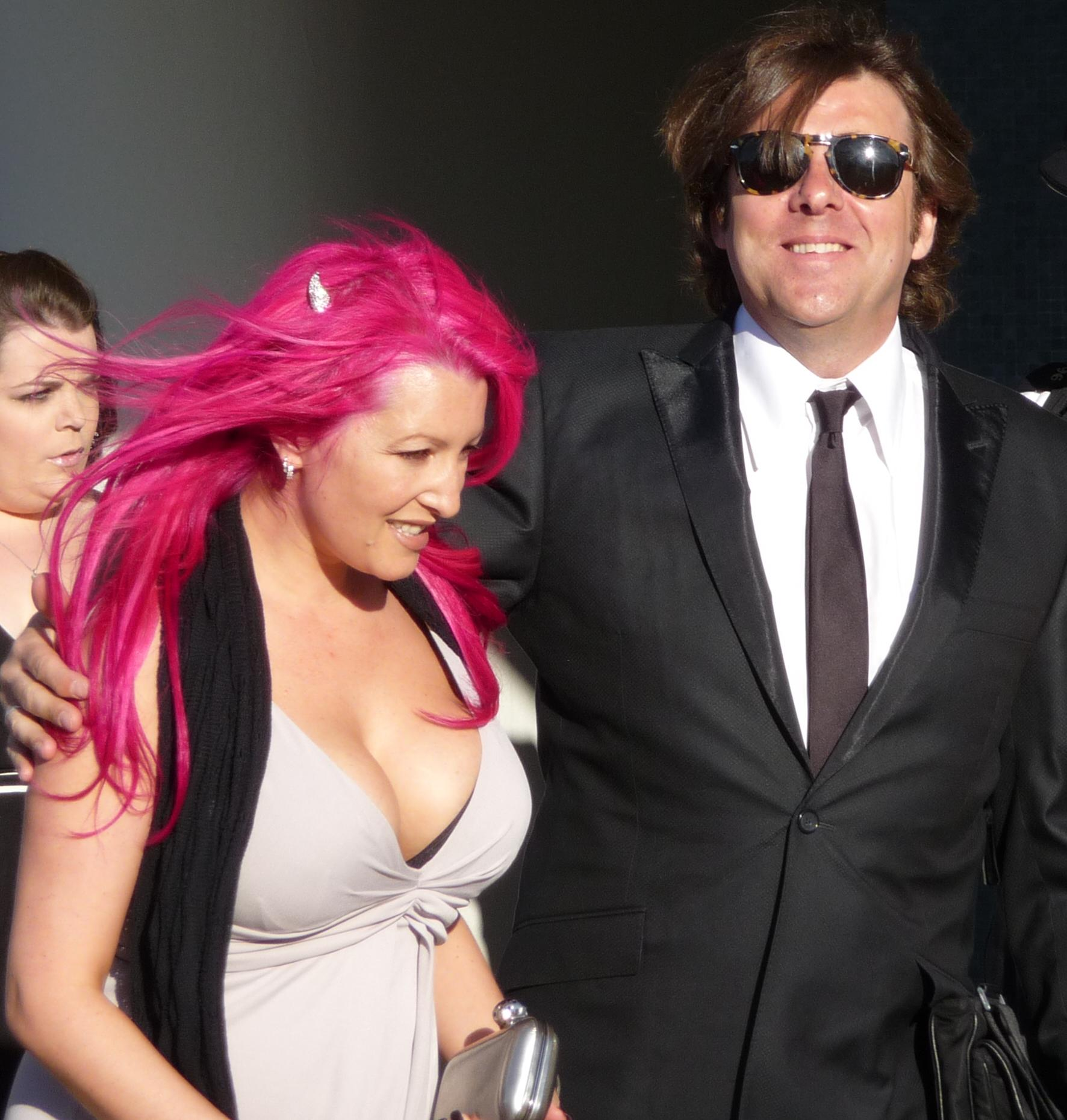
Jonathan Ross mit Ehefrau Jane Goldman, 2009

Neben Jonathan arbeiten auch seine Brüder Paul, Miles und Simon beim Fernsehen. Seine Mutter Martha wirkte als Schauspielerin unter anderem an der Serie EastEnders mit. Sein Vater war LKW-Fahrer.
Ross ist seit 1988 mit Jane Goldman verheiratet, die unter anderem neben Matthew Vaughn am Drehbuch zum Film Der Sternwanderer mitwirkte und eine Mystery-Sendung für den britischen Sender Living moderierte. Das Paar hat drei Kinder.
Am 9. September 2019 wurde Ross als Juror für The Masked Singer UK bekannt gegeben, die britische Version der internationalen Musikspielshow Masked Singer, die ab Januar 2020 auf ITV ausgestrahlt wurde.